# George Bellows
Pour les articles homonymes, voir Wesley et Bellows.
George Wesley Bellows, né le 12 ou le 19 août 1882 à Colombus dans l'Ohio et mort le 8 janvier 1925 à New York, est un peintre et lithographe américain.

## Biographie
À 22 ans, George Bellows se forme chez le peintre new-yorkais Robert Henri. Il s'attache à représenter la ville américaine et la vie quotidienne de ses habitants. Ses scènes intenses de combats de boxe l'ont rendu célèbre. Il réalise aussi des paysages du Maine et de Rhode Island.
Bellows appartient au groupe des peintres de la Ash Can School. Comme eux, il est intéressé par la chronique et la lithographie. Puisqu'ils cherchent à capturer le réel, ces peintres se placent ainsi en photographes du réel, tentant de fixer l'instantané. Par un travail sur la composition, la peinture de Bellows, particulièrement expressive, explore les faits divers, les marges de la société et les milieux populaires et illustre la violence urbaine se faisant ainsi le reflet des tensions et des ambigüités de la société américaine de son temps. 
En 1913, il découvre l'œuvre de Matisse et des Fauves, qui amènent plus de vigueur à sa peinture. Il est aussi influencé par le style dépouillé d'un autre élève de Robert Henri, Edward Hopper. Il collabore au magazine progressiste The Masses.
Sa carrière est interrompue brutalement par une péritonite mortelle en 1925.

## Œuvres

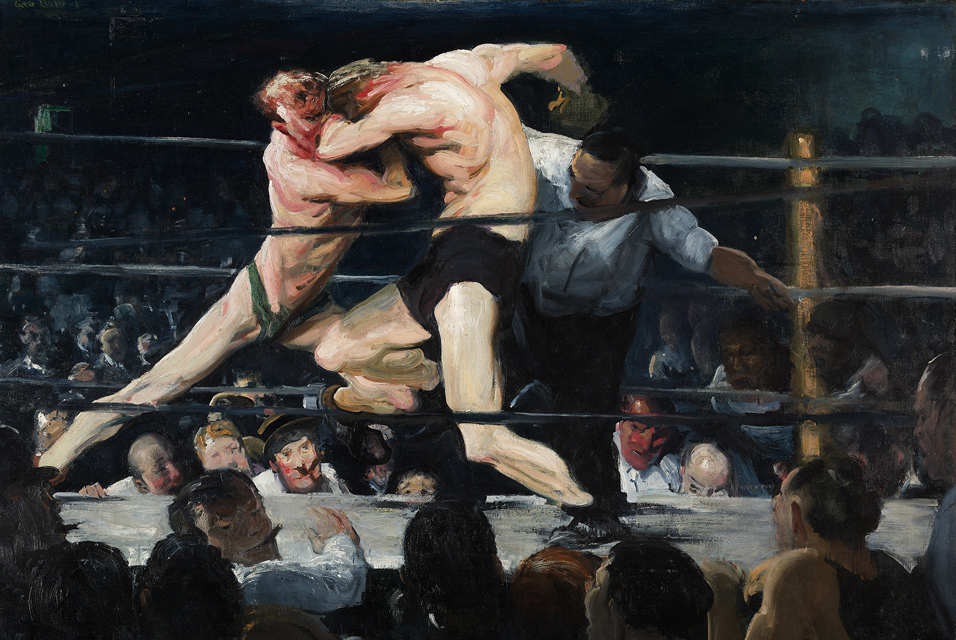
Rencontre de boxe chez Sharkey, 1909
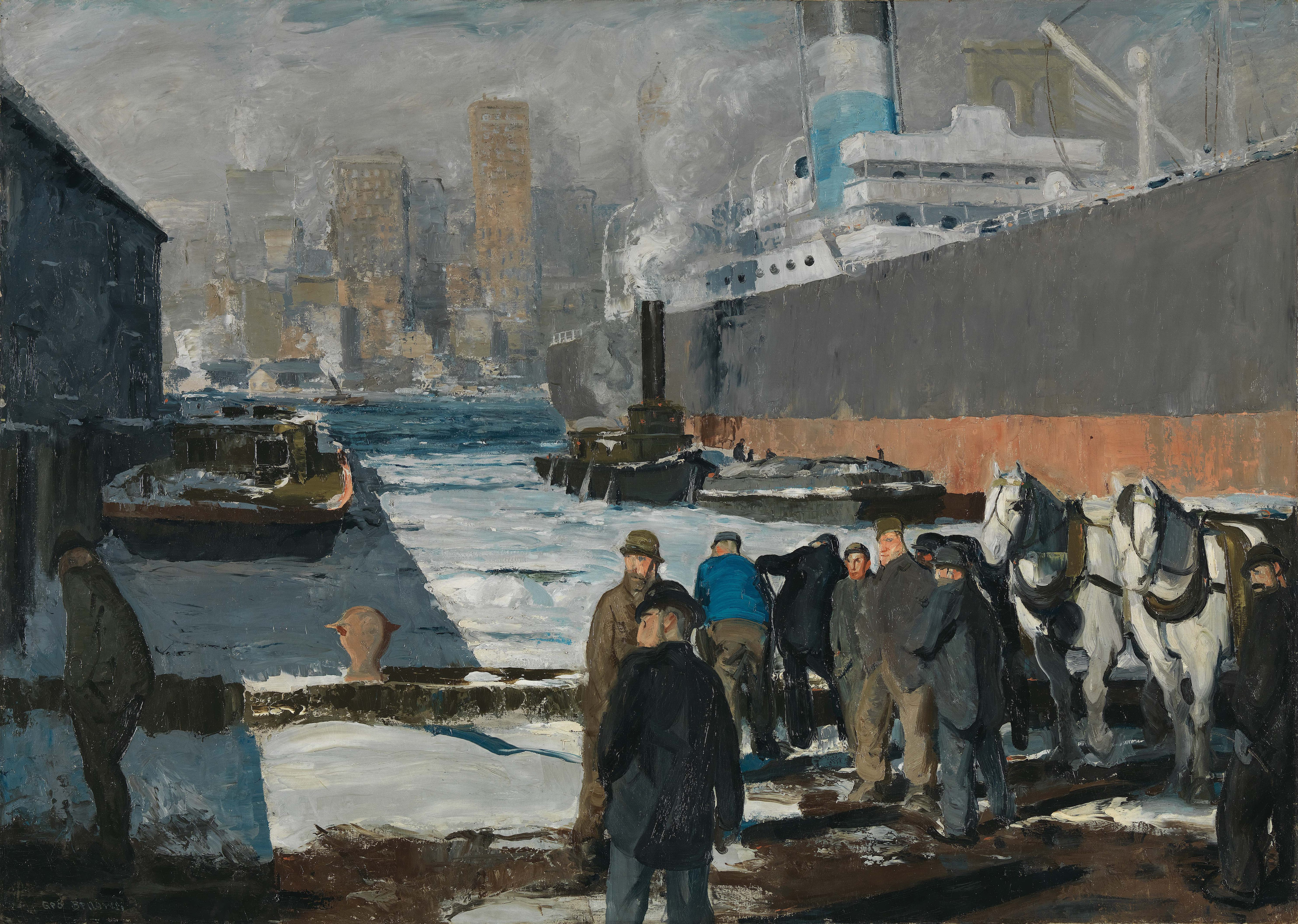
Men of the Docks, 1912
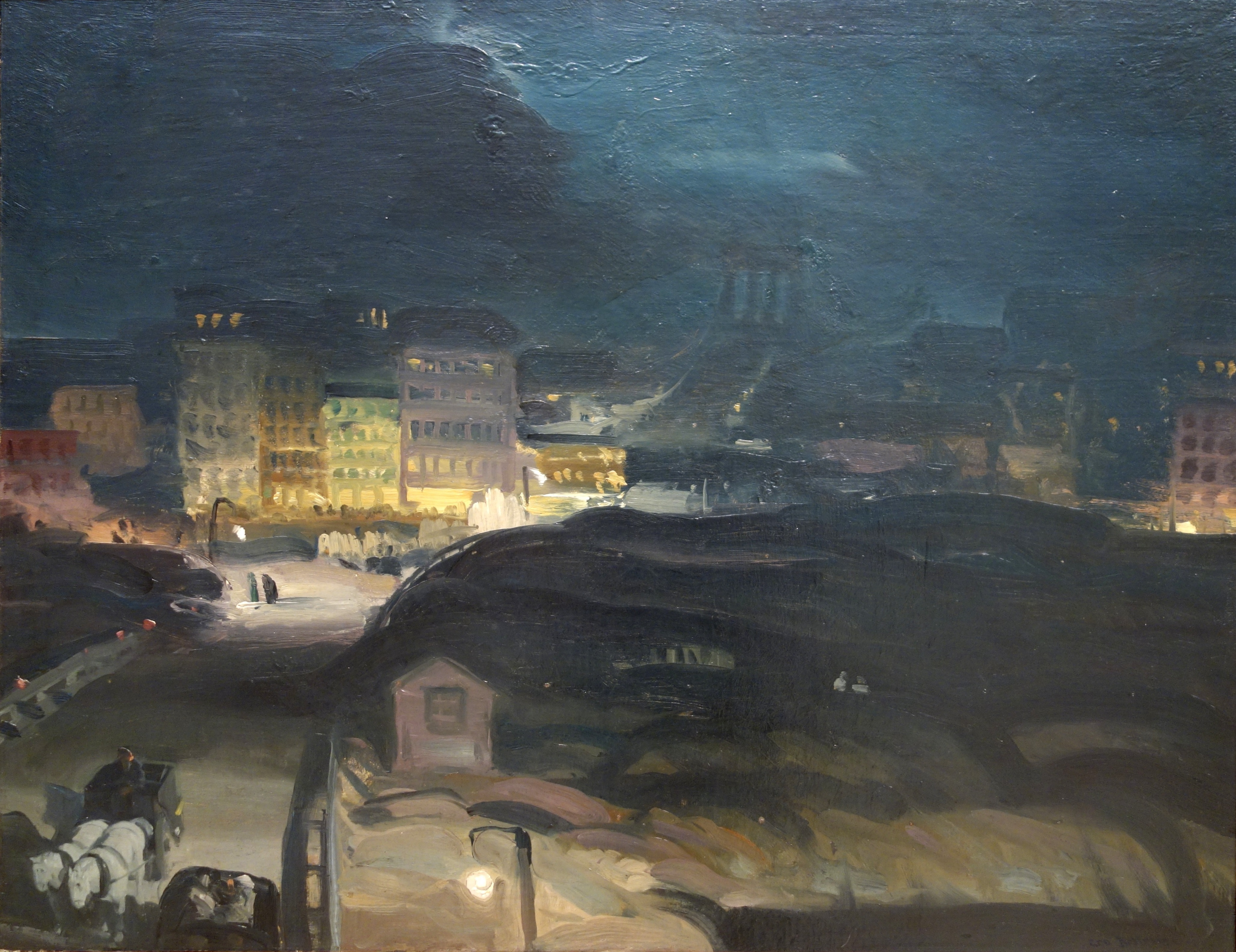
Approach to the Bridge at Night, 1913
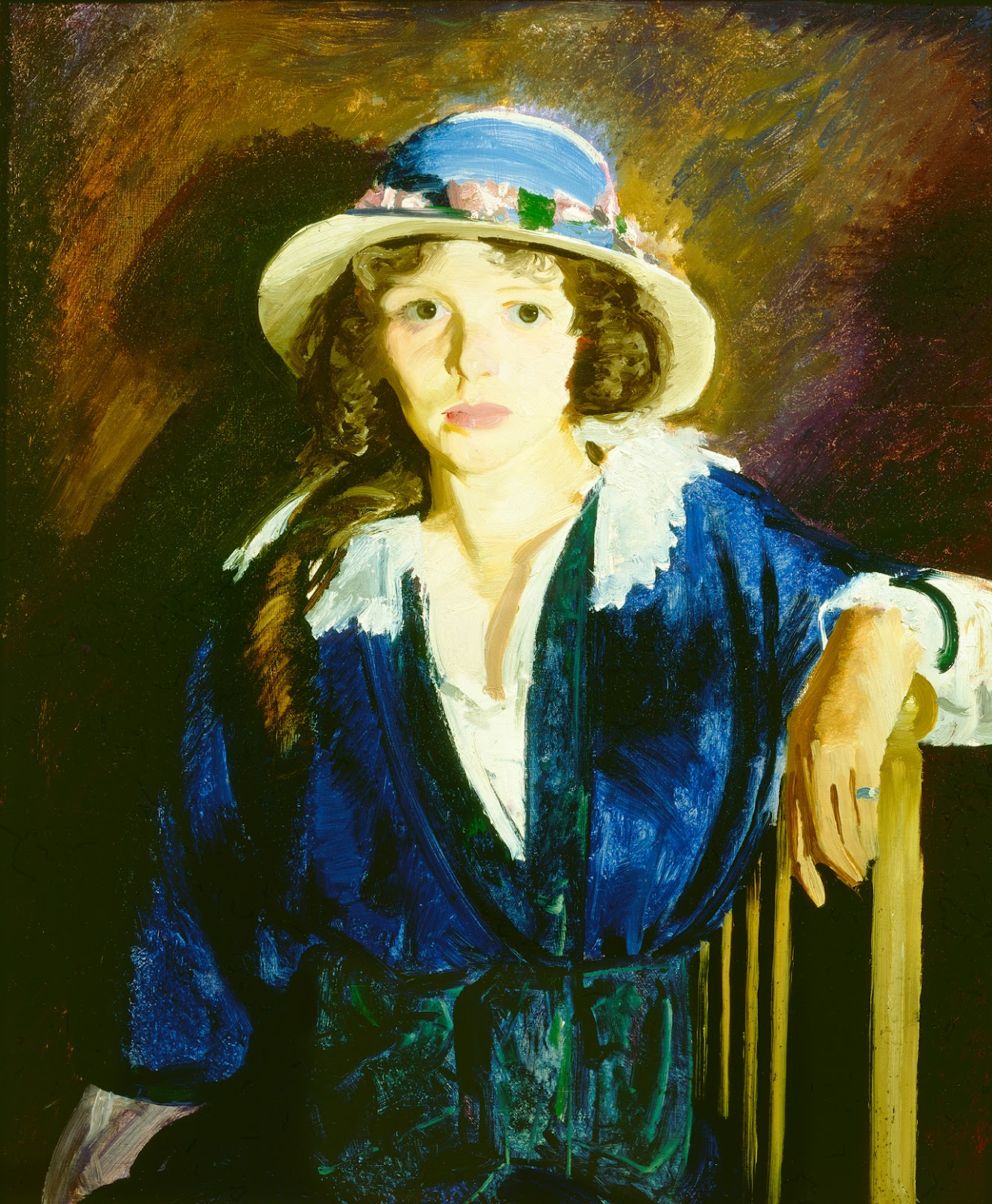
Portrait of Madeline Davis, 1914
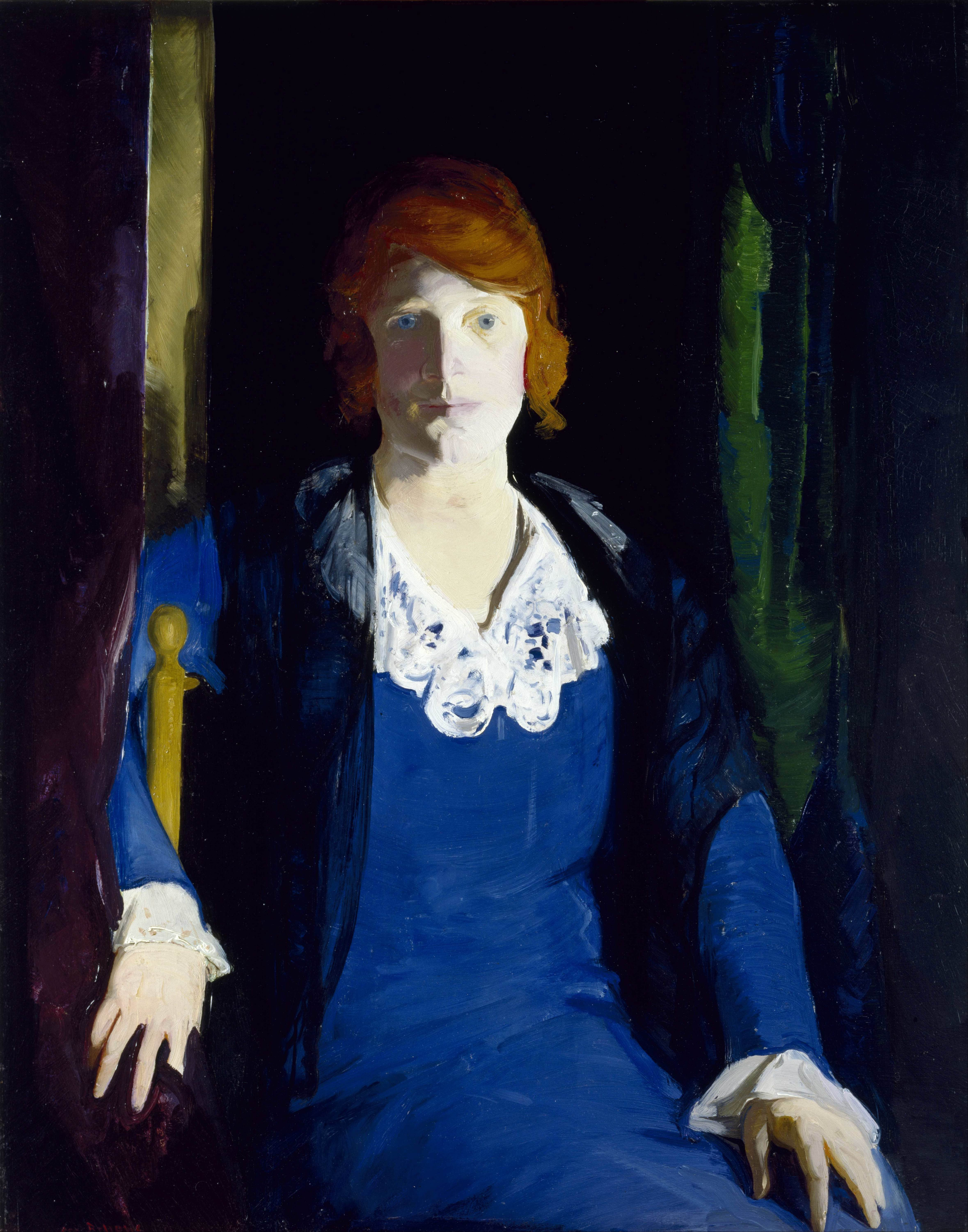
Portrait of Florence Pierce, 1914
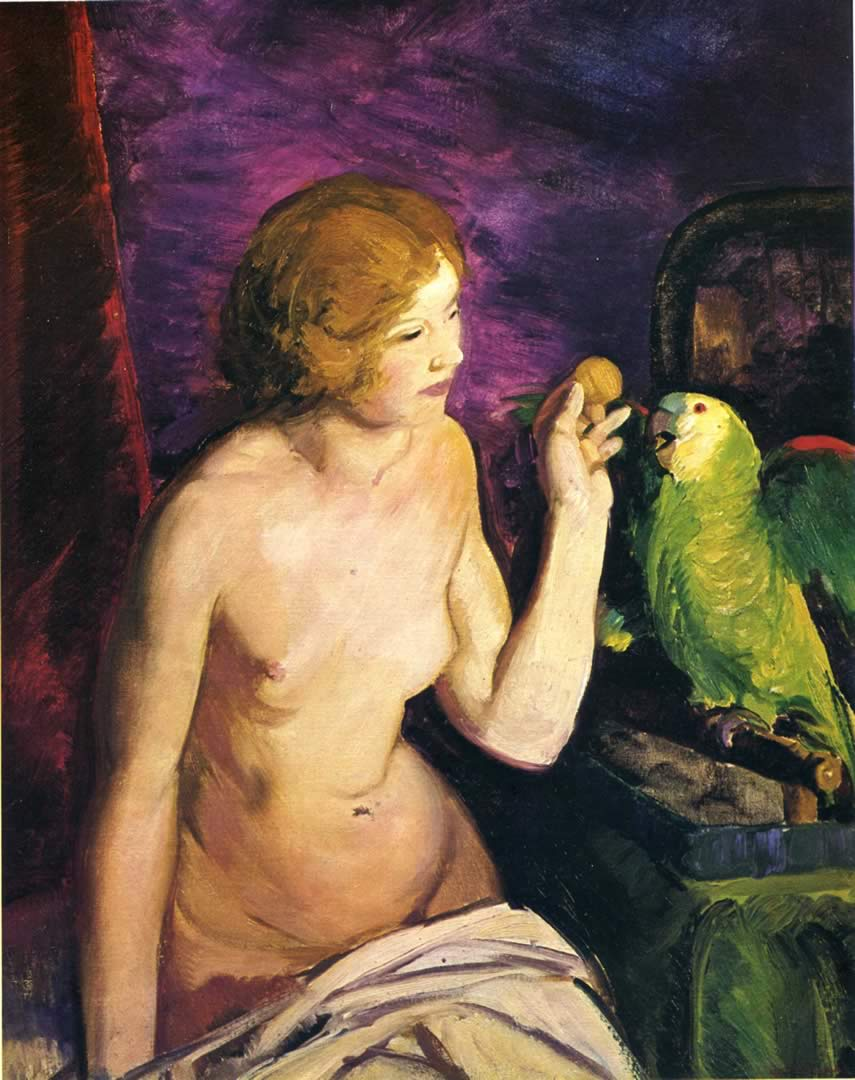
Nude with Parrot, 1915
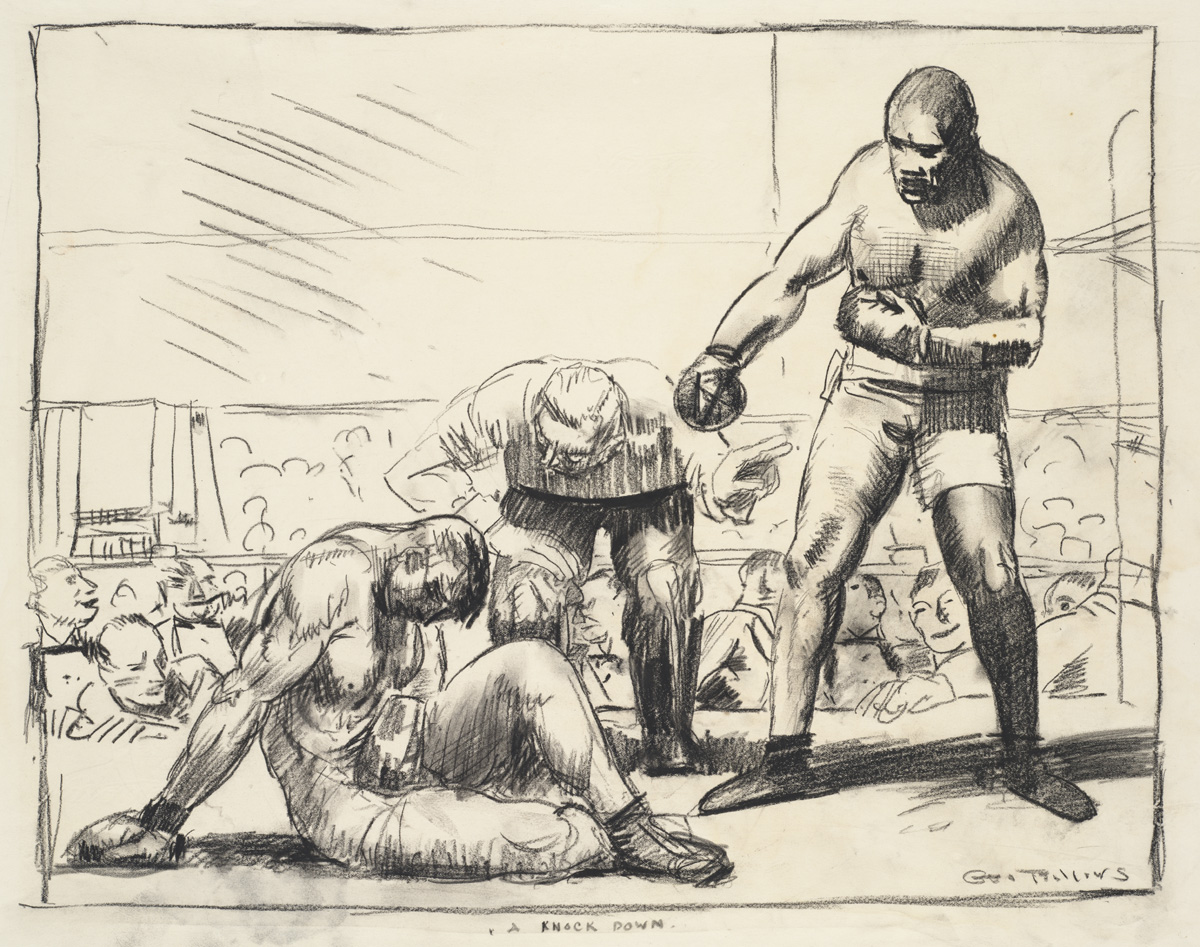
A Knock Down, entre 1917 et 1921
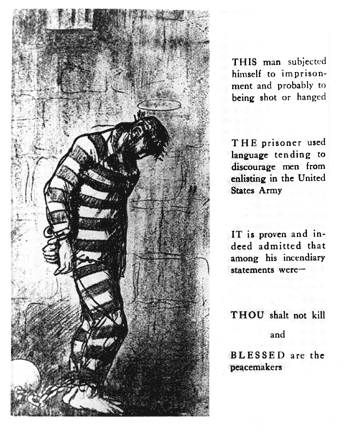
Blessed are the Peacemakers, 1917
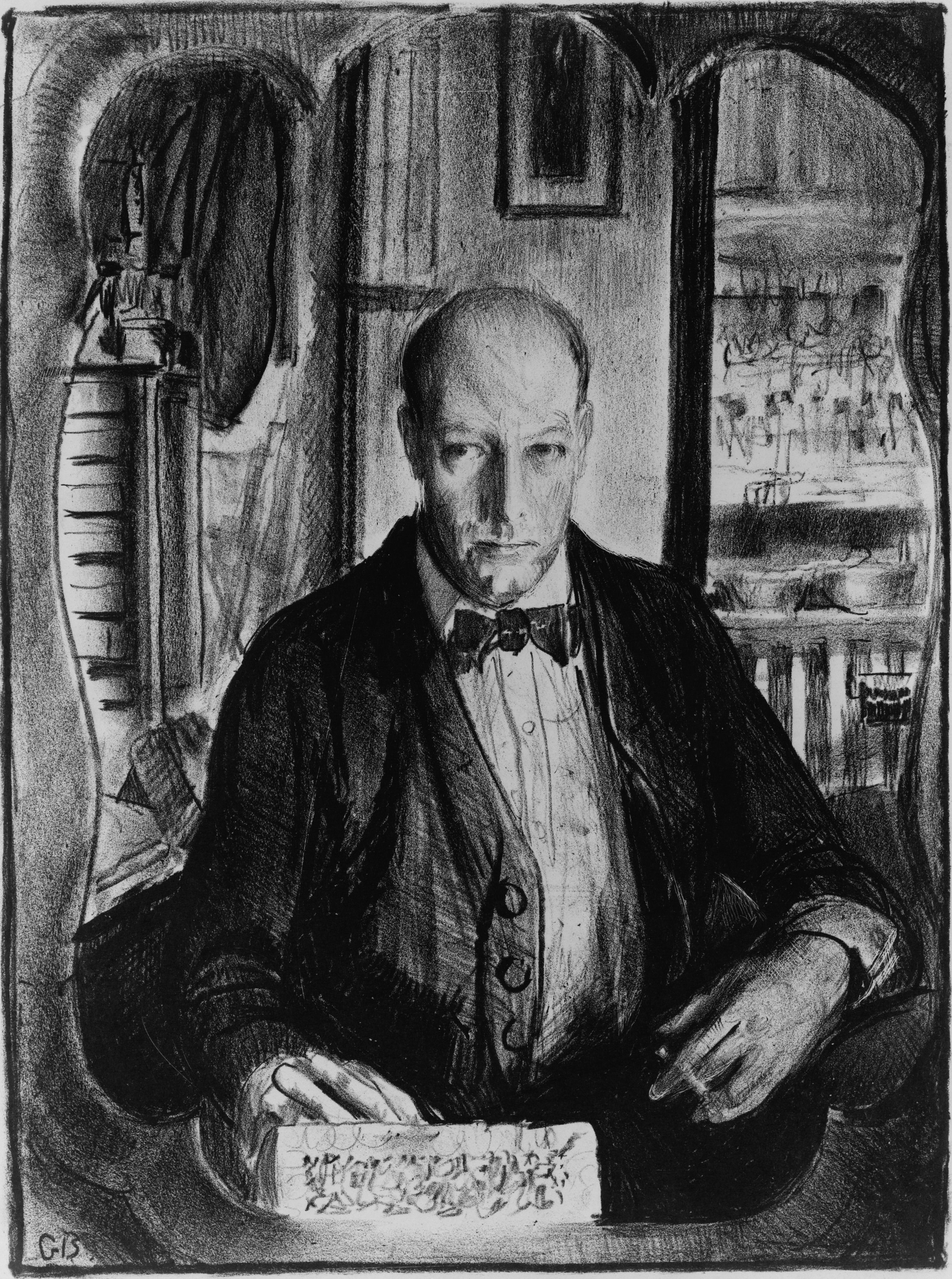
Autoportrait, 1921
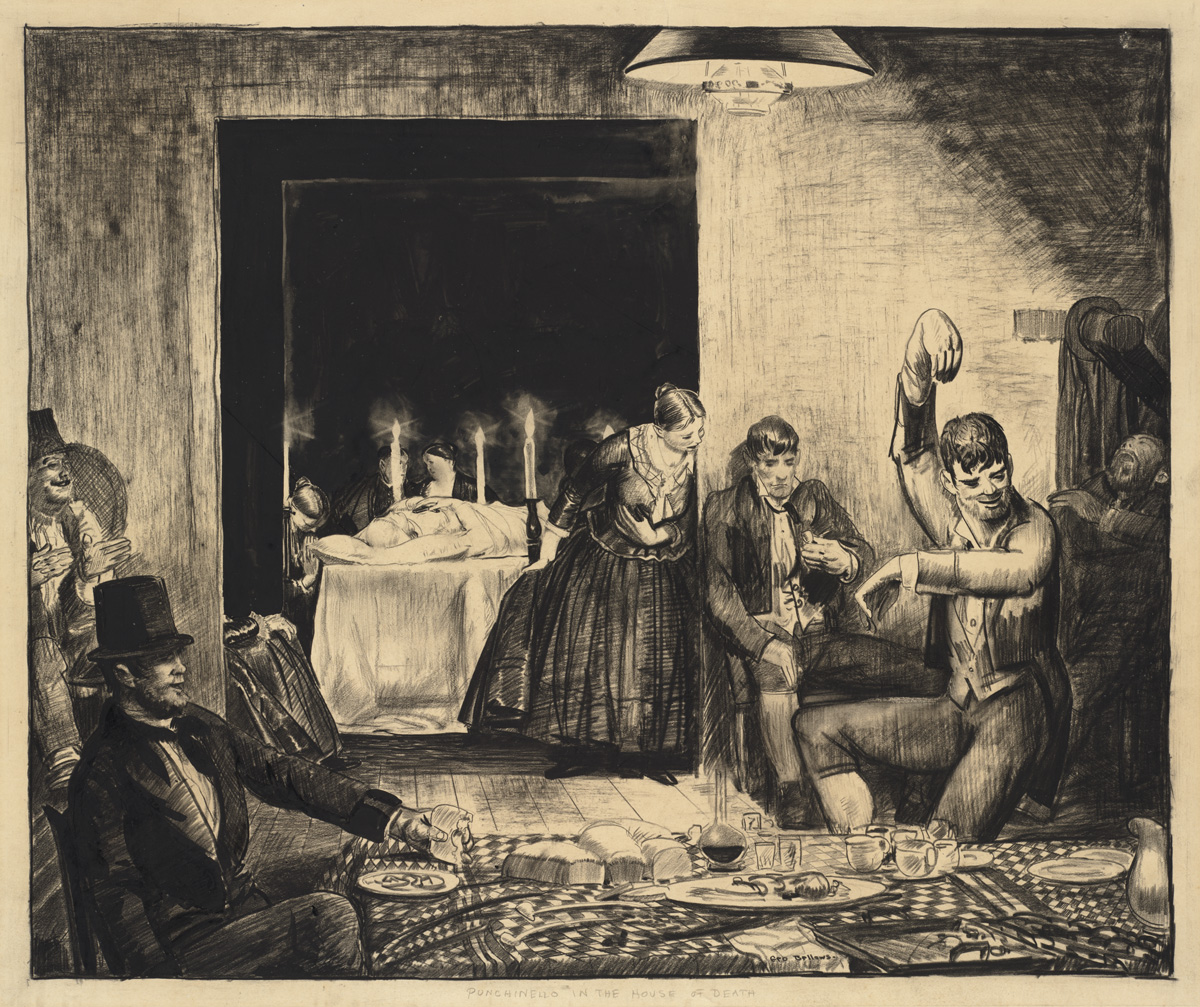
Punchinello in the House of Death, 1922
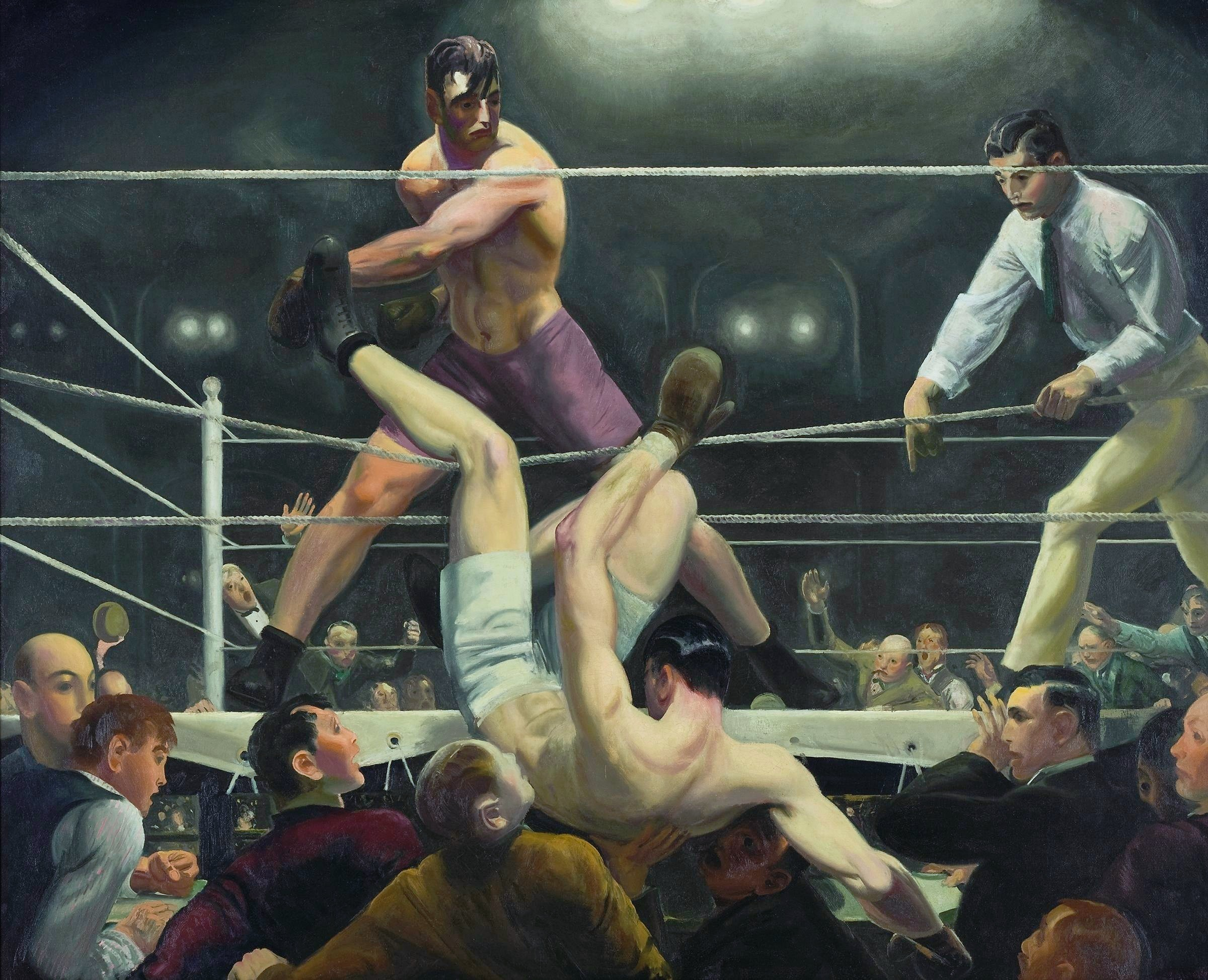
Dempsey et Firpo, 1924